# Mitre Sports International
Pour les articles homonymes, voir Mitre.
Mitre est une marque de sport britannique, connue comme la plus ancienne du monde. Cette entreprise britannique de vêtements et équipements sportifs est basée en Angleterre et propriété de Pentland Group. Basée en Angleterre depuis 1817, Mitre est le plus ancien producteur connu de ballons de football. Mitre commercialise actuellement le Mitre Delta V12S Football pour les matchs de football professionnels. Ainsi, Mitre est fournisseur officiel du Capital One Cup, de The Football League, de la Scottish Premiership et du Football League Trophy.

## Histoire
En 1817, Benjamin Crook ouvre un magasin de tannerie à Huddersfield, en Angleterre, et donne son nom à l'entreprise qu'il vient de fonder. En 1949, le nom est changé en "Mitre", l'entreprise produit alors des ballons de football et de rugby exportés partout dans le monde. En 1959, Mitre se diversifie en pénétrant les marchés du cricket, du cuir léger et des sacs. Un an plus tard, l'entreprise se lance dans les vêtements de sport.
Denis Law, joueurs talentueux de Manchester United, devient en 1964 le premier porte-parole officiel de Mitre, et, deux ans plus tard, Mitre devient le fournisseur officiel de ballons de l'English Football Association. Ainsi, pendant les 40 années suivantes, la finale de la FA Cup s'est jouée avec un ballon Mitre. L'entreprise fut également le fournisseur officiel des ballons de la Coupe du monde de rugby 1987, organisée conjointement par l'Australie et la Nouvelle-Zélande.

## Équipementier officiel

### Football
- Argentine
  - Alvarado de Mar del Plata
  - Bella Vista de Bahía Blanca
  - CAI
  - Deportivo Español
  - Deportivo Morón
  - Liniers de Bahía Blanca
  - San Martín de San Juan
  - Tiro Federal de Bahía Blanca
  - Villa Mitre
- Chili
  - Athletic Club Barnechea
  - Club Deportivo Huachipato
  - Tinguiririca Baloncesto
  - Club de Deportes Santiago Wanderers
- Angleterre
  - Accrington Stanley
- Paraguay
  - Gral.Diaz
- Uruguay
  - Juventud
- Salvador
  - CD FAS
- Panama
  - Atlético Veragüense
  - Sporting San Miguelito
- Équipe du Salvador de football